# گربه مامان
گربه مامان (ایتالیایی: Il gatto mammone) یک فیلم کمدی سکسی سبک ایتالیایی به کارگردانی ناندو چیچرو است که در سال ۱۹۷۵ منتشر شد.

## گزیدهٔ بازیگران
- لاندو بوتسانکا
- روسانا پودستا
- گلوریا گوئیدا
- فرانکو جاکوبینی
- اومبرتو اسپادارو
- تیبریو مورجا
- رنتسو مارینیانو